# Aphonomorphus halans
Aphonomorphus halans är en insektsart som beskrevs av Otte, D. 2006. Aphonomorphus halans ingår i släktet Aphonomorphus och familjen syrsor. Inga underarter finns listade i Catalogue of Life.